# Saifdine Chlaghmo
Saifdine Chlaghmo (Marruecos, 27 de enero de 2006) es un futbolista marroquí que juega como defensa en el FAR Rabat de la Liga de Fútbol de Marruecos.

## Selección nacional
Es internacional juvenil con Marruecos, siendo seleccionado por primera vez con la selección sub-17 para el Campeonato Árabe de Fútbol sub-17 en Argelia.
El 23 de octubre de 2023 fue seleccionado en la lista definitiva de Saïd Chiba para el Mundial sub-17 de Indonesia.

## Estadísticas

### Clubes
Actualizado al último partido disputado el 23 de enero de 2024.
| Club                | Div.          | Temporada     | Liga  | Liga  | Copas nacionales | Copas nacionales | Copas internacionales | Copas internacionales | Total | Total |
| Club                | Div.          | Temporada     | Part. | Goles | Part.            | Goles            | Part.                 | Goles                 | Part. | Goles |
| ------------------- | ------------- | ------------- | ----- | ----- | ---------------- | ---------------- | --------------------- | --------------------- | ----- | ----- |
| FAR Rabat Marruecos | 1.ª           | 2023-24       | 0     | 0     | 0                | 0                | ―                     | ―                     | 0     | 0     |
| FAR Rabat Marruecos | Total club    | Total club    | 0     | 0     | 0                | 0                | 0                     | 0                     | 0     | 0     |
| Total carrera       | Total carrera | Total carrera | 0     | 0     | 0                | 0                | 0                     | 0                     | 0     | 0     |